# 北原美和
北原 美和（きたはら みわ、9月24日 - ）は、日本の女性声優。長野県出身。

## 略歴
芝居をすること(演じること)が好きだったことから声優を目指した。
愛知県名古屋市の大学のデザイン科を卒業している。大学時代は演劇部に所属していた。
以前はぷろだくしょんバオバブに所属していた。

## 人物
方言は長野弁。
特技は犬の鳴きまね、ピアノ、バレーボール、スキー。趣味はデザイン、Webページ制作、お菓子作り、フラワーアレンジ（プリザーブド）。
資格は学芸員免許、普通自動車免許。

## 出演

### テレビアニメ
2007年
- げんしけん2（メンマ）

2008年
- はっけん たいけん だいすき! しまじろう（2008年 - 2009年）- 2シリーズ
- モノクローム・ファクター（生徒）

2012年
- 忍者ハットリくん（ケン一のママ、カラス）

2016年
- ドラえもん（テレビ朝日版第2期）（女性2、主婦、姉(2)）

2018年
- クレヨンしんちゃん（2018年 - 2022年、女性客、根越智はや子、秘書B、お姉さん、女性B）

### Webアニメ
- アニメで分かる心療内科（2015年、女の子A）
- SUPER SHIRO（2020年、セレブ）

### ゲーム
2007年
- 熱帯低気圧少女（神風雲唯）

2009年
- セイクリッドブレイズ（クリムリーフェ 他）
- タワー オブ アイオン（レア 他）

2010年
- ぱすてるチャイムContinue

### 吹き替え
- ザ・ホワイトハウスシーズン6（ティナ）
- スパイダーフォレスト（蜘蛛の森の少女）
- ドタバタわんちゃん保育園（テリ、メリッサ）